# Nahuel Pérez Biscayart
Pour les articles homonymes, voir Pérez.
Nahuel Pérez Biscayart est un acteur argentin, né le 6 mars 1986 à Buenos Aires. Il est connu dans plusieurs films français et argentins, allemands, belges et suisses.
En 2018, il reçoit le César du meilleur espoir masculin pour 120 Battements par minute.

## Biographie

### Jeunesse et formation
Nahuel Pérez Biscayart est né à Buenos Aires, issu d'une famille d'origine basque. Son père travaille dans l'architecture et la photographie et sa mère est psychologue.
Il participe à des manifestations[Quand ?] pour commémorer les disparus de la dictature militaire.
Il étudie dans un collège technique de Buenos Aires, avec une spécialité en électromécanique. Il y fréquente l'atelier théâtre et présente avec sa classe une pièce aux olympiades de Buenos Aires, qui obtient le prix Révélation.

### Carrière
En 2003, à dix-sept ans, Nahuel Pérez Biscayart est retenu pour un rôle dans la telenovela Disputas. Il joue aussi dans les séries télévisées argentines Sol Negro et Sangre Fría[source insuffisante].
En 2004, il est engagé à interpréter des petits rôles dans les longs métrages Proxima salida de Nicolas Tuozzo et Tatuado d'Eduardo Raspo (2005).
En 2006, il tient un rôle secondaire dans la comédie dramatique El aura de Fabián Bielinsky.
En 2010, le réalisateur Benoît Jacquot, ayant assisté au film Sang impur (La sangre brota) de Pablo Fendrik (2008), choisit l'acteur pour jouer un jeune vagabond solitaire dans son film Au fond des bois. Il tourne en parallèle dans des courts métrages de son compagnon Eduardo Williams, au Vietnam ou encore en Sierra Leone, continuant également à beaucoup voyager à travers le monde.
En 2017, il est engagé dans le rôle d’un militant d'Act Up pour le long métrage 120 Battements par minute de Robin Campillo ; le film est présenté au festival de Cannes, salué par la critique et plusieurs fois récompensé aux Césars 2018. La même année, il joue le soldat à la gueule cassée dans Au revoir là-haut d'Albert Dupontel.
Fin novembre 2020, il est révélé qu'il est engagé pour interpréter un survivant de l'attaque terroriste au théâtre du Bataclan dans le film du cinéaste espagnol Isaki Lacuesta.

## Filmographie

### Cinéma

#### Longs métrages
- 2004 : Proxima salida (es) de Nicolás Tuozzo : Abel
- 2005 : Tatuado (es) d'Eduardo Raspo : Paco
- 2006 : El aura de Fabián Bielinsky : Julio
- 2006 : Glue (Glue - Historia adolescente en medio de la nada) d'Alexis Dos Santos : Lucas
- 2006 : Cara de queso —mi primer ghetto— (es) d'Ariel Winograd (es) : Felman
- 2008 : La sangre brota de Pablo Fendrik : Leandro
- 2008 : La hermana menor de Dodi Scheuer et Roberto Scheuer : Yuyo
- 2009 : Silencios de Mercedes Garcia Guevara : Juan
- 2009 : Pre-paradise de Jorge Torres-Torres : Nahuel
- 2010 : Antes (es) de Daniel Gimelberg : Tomas
- 2010 : Alas (pobre Jimenez) d'Ariel Martinez Herrera : Arlequin
- 2010 : Au fond des bois de Benoît Jacquot : Timothée
- 2010 : Patagonia de Marc Evans : Alejandro
- 2010 : Cerro Bayo (es) de Victor Galardi : Lucas
- 2013 : Grand Central de Rebecca Zlotowski : Isaac
- 2013 : Left Foot Right Foot de Germinal Roaux : Vincent
- 2014 : Durazno (en) de Yashira Jordan (es) : Ezequiel
- 2014 : Todos están muertos de Beatriz Sanchís (es) : Diego
- 2014 : Je suis à toi de David Lambert : Lucas
- 2014 : Lulu (es) de Luis Ortega
- 2015 : Becks letzter Sommer (de) de Frieder Wittich (de) : Rauli Kantas
- 2016 : Stefan Zweig, adieu l'Europe (Vor der Morgenröte) de Maria Schrader : Vitor d'Almeida
- 2016 : El futuro perfecto (es) de Nele Wohlatz (de)
- 2017 : 120 Battements par minute de Robin Campillo : Sean Dalmazo
- 2017 : Au revoir là-haut d'Albert Dupontel : Édouard Péricourt
- 2017 : Si tu voyais son cœur de Joan Chemla : Costel
- 2017 : Agadah d'Alberto Rondalli : Alfonso Van Worden
- 2019 : Sem seu sangue (en) d'Alice Furtado : Matthieu
- 2020 : El prófugo de Natalia Meta : Alberto
- 2020 : Les Leçons persanes (Persian Lessons) de Vadim Perelman : Gilles
- 2021 : Employé/Patron (El empleado y el patron) de Manolo Nieto (es) : Rodrigo
- 2022 : Un an, une nuit d'Isaki Lacuesta : Ramon
- 2023 : La Fille de son père d'Erwan Le Duc : Etienne
- 2024 : Les Gens d'à côté de André Téchiné
- 2024 : El Jockey de Luis Ortega : Remo

#### Courts métrages
- 2006 : Todas las veces d'Alejo Franzetti
- 2011 : Pude ver un puma de Teddy Williams
- 2013 : Que je tombe tout le temps ? de Teddy Williams
- 2014 : Leveza de Picky Talarico : Alex

### Télévision

#### Téléfilm
- 2007 : La señal de Rodrigo Moreno et Vivi Tellas

#### Séries télévisées
- 2003 : Disputas : Marcos (8 épisodes)
- 2003 : Sol negro : Marito (13 épisodes)
- 2004 : Sangre fría : Iván (6 épisodes)
- 2005 : Conflictos en red (saison 1, épisode 8 : Calentonas)
- 2005 : Botines (saison 1, épisode 14 : No importa porque yo te amo)
- 2005 : Ambiciones (12 épisodes)
- 2005-2008 : Mujeres asesinas : Marcelo (3 épisodes)
- 2006 : Hermanos y detectives (7 épisodes)
- 2006 : Amas de casa desesperadas (18 épisodes)
- 2007 : 9 mm, crímenes a la medida de la historia (2 épisodes)
- 2008 : Aquí no hay quien viva : Lucas (39 épisodes)
- 2009 : Epitafios : Pablo (8 épisodes)
- 2010 : Lo que el tiempo nos dejó (saison 1, épisode 4 : La ley primera)
- 2011 : El puntero : Herminio (3 épisodes)
- 2012 : Lynch : Pedro José « Violent / Violeta » (saison 1, épisode 5 : Un cambio Violento)
- 2019 : Calls : la voix de l'intru (saison 2, épisode 1 : Dans le noir)

## Théâtre
- 2007 : Los padres terribles (Les parents terribles) de Jean Cocteau, mise en scène d'Alejandra Ciurlanti, au théâtre El Cubo, Buenos Aires.
- 2020 : La ménagerie de verre de Tennessee Williams, mise en scène Ivo van Hove, au théâtre de l'Odéon, Paris

## Distinctions

### Récompenses
- Festival international du film de Mar del Plata 2005 : Condor d'Argent de la révélation masculine pour Tatuado
- Festival des trois continents 2006 : meilleur acteur pour Glue
- Festival de Karlovy-Vary 2014 : meilleur acteur pour Je suis à toi
- Lumières 2018 : Lumière du meilleur acteur dans 120 Battements par minute
- César 2018 : César du meilleur espoir masculin pour 120 Battements par minute
- Prix Patrick-Dewaere 2018

### Jury de festivals
- Lors du Festival de Cannes 2018 il est membre du jury de la Semaine de la Critique.
- La même année, il est membre du jury du 32e Festival du film de Cabourg, présidé par André Téchiné.
- Il est aussi président du jury de la compétition nationale de la 29e édition du FIDMarseille, en 2018.
- Lors du Festival international du film de Saint-Sébastien 2018, il est membre du jury d'Alexander Payne.
- Lors du Festival international du film de Locarno 2019, il est membre du jury de Catherine Breillat.

### Documentation
- Clarisse Fabre, « La performance de Nahuel Perez Biscayart », Le Monde,‎ 12 octobre 2010 (lire en ligne).
- Jérôme Lachasse, « Qui est Nahuel Pérez Biscayart, la star d'Au revoir là-haut révélée dans 120 battements par minute ? », sur BFM TV, 25 octobre 2017.
- Nathalie Simon, « Nahuel Perez Biscayart, acteur nomade », Le Figaro,‎ 9 octobre 2017 (lire en ligne).
- Valentin Pérez, « Nahuel Pérez Biscayart, acteur en déplacements », Le Monde,‎ 6 mars 2020 (lire en ligne).